# Vesthimmerland
Vesthimmerland (Himmerland occidental) es un municipio (kommune) de Dinamarca dentro de la región de Jutlandia Septentrional. Tiene 35.534 habitantes en 2012 y una superficie de 771,8 km². Su capital y mayor localidad es Aars.
Se localiza en el norte de la península de Jutlandia. La mayor parte de su territorio forma parte del distrito tradicional de Himmerland, que colinda al oeste con el Limfjord. Una pequeña parte del municipio se encuentra el la ribera norte del fiordo, en el distrito de Thy. 
El municipio fue creado el 1 de enero de 2007 como parte de una reforma que modificó la gran mayoría de los municipios daneses. En su formación se integraron los antiguos municipios de Aars, Farsø, Løgstør, y la mayor parte de Aalestrup. En este último, hubo referéndums en los distritos de Gedsted y Hvilsom. El primero votó mayoritariamente por unirse a Vesthimmerland, pero el segundo decidió integrarse al nuevo municipio de Mariagerfjord.

## Localidades
En 2012, Vesthimmerland contiene 22 localidades urbanas (byer), que en Dinamarca son todas aquellas que tienen 200 habitantes o más. Un total de 11.149 personas habitan zonas rurales, es decir, en localidades por debajo de los 200 habitantes.
| Localidades más pobladas de Vesthimmerland |               |                  |
| Nº                                         | Localidad     | Población (2012) |
| 1                                          | Aars          | 8.026            |
| 2                                          | Løgstør       | 4.300            |
| 3                                          | Farsø         | 3.271            |
| 4                                          | Aalestrup     | 2.720            |
| 5                                          | Ranum         | 1.083            |
| 6                                          | Hornum        | 969              |
| 7                                          | Gedsted       | 914              |
| 8                                          | Hvalpsund     | 672              |
| 9                                          | Vester Hornum | 572              |
| 10                                         | Overlade      | 481              |